# Kelecsényi József
Kelecsényi és hrabói Kelecsényi József Károly István (Nyitraivánka, 1815. március 17. – ?) közbirtokos, régiségbúvár, népdalgyűjtő.

## Élete
Régi nemesi családból származott. Szülei hrabói Kelecsényi Gáspár és draskóczi (halassi) Morvay Mária. A Nyitrai Piarista Gimnáziumban tanult. Tanulmányainak végeztével előbb a megyei közéletben vett részt, majd a pártviszályok miatt abból kiszorult. Családi birtokán gazdálkodott. 1851-ben Hinden nősült meg Bacskády Alojziával. Családi magányában tudományos búvárkodásnak szentelte életét. 1868-ban és 1872-ben a Magyar Nemzeti Múzeumnak adományozott környékbeli régészeti tárgyú gyűjtéseiből.
Nyitra vidéki népszokásokat és népdalokat is gyűjtött. A Magyar Tudományos Akadémia népköltészeti gyűjteményébe 100 nyitravidéki népdalt küldött be. Elsőként dokumentálta a Szent Iván-napi tűzugrás szokását Zoboralján. A Szent István Társulat Ének- és imakönyv-gyűjteményét is számos régi énekkel gazdagította. Erdélyi János Népdalok és mondák gyűjteményéhez is hozzájárult.

## Művei
- 1853/1854 Literati nemes Sámuel gyűjteménye, Lehel tornya Galgóczon, Eszterházy hősök vezekényi emléke, Koloni népszokások, A papír és könyvnyomda eredete hazánkban. Magyarország és Erdély Képekben.
- 1854 Nyitrai népszokások. In: Magyar- és Erdélyország képekben III. Pest, 26-32.
- 1855 Az ipolyi apátság zoborhegyi ős emlékeiről. Religió.
- 1857 Érdekes adatok Szent-Mártonról. István bácsi naptára.
- 1858 A bajmóczi várkastély és az óriási hársfa. István bácsi naptára.
- 1860/ 1862 Portugalli bikaviadal, egy szemtanu leírása után, Izabella arczképe. István bácsi naptára.
- 1863 Régiség gyönyörei. István bácsi naptára.
- 1864 Első fametszvény hazánkban. István bácsi naptára.
- 1865 Nyitra és környéke képes albuma. Nyitra.[9]
- 1865/1869/1870 Gvadányi József tábornok levelei. István bácsi naptára.
- 1867 Elefanti remeteség. István bácsi naptára.
- 1868 A magyarhoni emlékezetes könyvtárházak. István bácsi naptára.

Történelmi és régészeti cikkei a Regélőben, Honművészben és Honderűben jelentek meg.
Kéziratai a Debreceni Egyetem Kézirattárában, a Magyar Nemzeti Múzeumban (Mulattatók tára, vagyis időt töltő gyűjtemények, összeírva 1832-40. 8-rét 145 levél; Magyarhoni könyvtárak és képgyűjtemények története 1852. 8-rét 17 levél), az MTA Kézirattárában, az OSZK Kézirattárában (Közhasználatú Magyar Nemzeti Regetárház), valamint a Piarista Rend Magyar Tartománya Központi Levéltárában találhatóak meg.